# Hosta capitata
Espèce
Hosta capitata est une espèce de la famille des Asparagaceae.

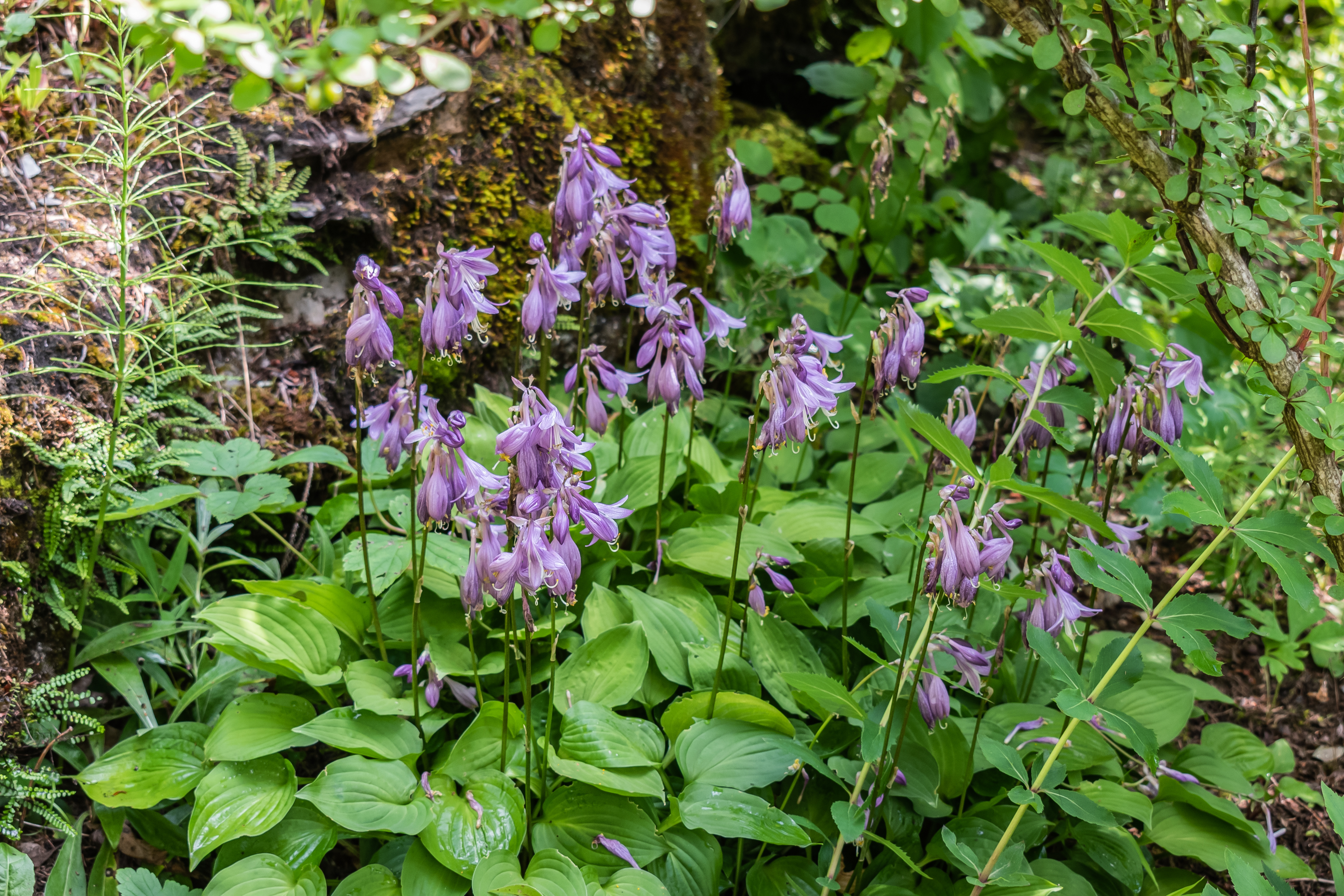

## Description
Hosta capitata est une plante pérenne. Ses feuilles sont caduques, vert-jaunâtre, simples et basales. Elles sont ovales et petiolées à bord ondlé. Les feuilles ont une taille d'environ 10 à 20 centimètres.
Elle fleurit en août et présente des fleurs en forme de cloche, de couleur pourpre pâle, qui forment une grappe.
Les plantes vivaces forment des capsules à déhiscence loculicide,.

## Répartition
Elle est originaire de la Corée du Sud, le Centre du Sud et le Sud du Japon.

## Liste des formes
Selon GBIF (9 août 2024) :
- Hosta capitata f. albiflora Y.N.Lee, 1996
- Hosta capitata f. capitata

## Systématique
Le nom correct complet (avec auteur) de ce taxon est Hosta capitata (Koidz.) Nakai.
Le basionyme de ce taxon est : Hosta caerulea capitata Koidz.
Hosta capitata a pour synonymes :
- Hosta caerulea var. capitata Koidz.
- Hosta capitata f. albiflora M.Kim
- Hosta nakaiana F.Maek.